# Rwanda i olympiska sommarspelen 1992
Rwanda deltog i de olympiska sommarspelen 1992 med en trupp bestående av tio deltagare, men ingen av landets deltagare erövrade någon medalj.

## Cykling
Herrarnas linjelopp
- Faustin Mparabanyi
  - Final — fullföljde inte (→ ingen placering)

- Emmanuel Nkurunziza
  - Final — fullföljde inte (→ ingen placering)

- Alphonse Nshimiyiama
  - Final — fullföljde inte (→ ingen placering)

## Friidrott
Herrarnas 1 500 meter
- Alphonse Munyeshyaka

Herrarnas 5 000 meter
- Seraphin Mugabo
  - Heat — 14:25,97 (→ gick inte vidare)

Herrarnas 10 000 meter
- Mathias Ntawulikura
  - Heat — 28:51,79 (→ gick inte vidare)

Herrarnas maraton
- Ildefonse Schirwa — 2:27,44 (→ 60:e plats)

Damernas 1 500 meter
- Laurence Niyonsaba

Damernas 3 000 meter
- Inmaculle Naberaho

Damernas 10 000 meter
- Marciana Mukamurenzi
  - Heat — 33:00,66 (→ gick inte vidare)